# Communauté de communes Terre de Sèvre
La communauté de communes Terre de Sèvre est une ancienne communauté de communes française, située dans le département des Deux-Sèvres, en région Poitou-Charentes.

## Histoire
La communauté de communes Terre de Sèvre a été créée le 31 décembre 1996. Le 31 décembre 2013, elle disparait au profit de la création au 1er janvier 2014 de la communauté d'agglomération du Bocage bressuirais (CA2B) pour constituer un territoire organisé bien plus vaste.
Cet ensemble de douze communes représentait une population municipale de 10 987 habitants (selon le recensement de 2011), sur un territoire de 230,61 km2.
Monsieur Joël DAVID présidait la Communauté de communes Terre de Sèvre qui siégeait sur la commune de Moncoutant et comptait 19 différentes compétences listées ci-dessous.
| Acquisition en commun de matériel                             | Action de développement économique (soutien des activités industrielles, commerciales ou de l'emploi, soutien des activités agricoles et forestières…) |
| Action sociale                                                | Activités culturelles ou socioculturelles |
| Activités péri-scolaires                                      | Amélioration du parc immobilier bâti d'intérêt communautaire                                                                                           |
| Autres                                                        | Autres actions environnementales |
| Autres énergies                                               | Collecte des déchets des ménages et déchets assimilés                                                                                                  |
| Création et réalisation de zone d’aménagement concertée (ZAC) | Création, aménagement, entretien et gestion de zone d’activités industrielle, commerciale, tertiaire, artisanale ou touristique                        |
| Opération programmée d'amélioration de l'habitat (OPAH)       | Politique du logement non social |
| Politique du logement social                                  | SCoT du pays de Gâtine |
| Tourisme                                                      | Traitement des déchets des ménages et déchets assimilés                                                                                                |
| Transports scolaires                                          | |

Informations sur l'intercommunalité
| Type d'EPCI                         | Communauté de Communes                                                             |
| Numéro SIREN                        | 247 900 731                                                                        |
| Date de création du groupement      | 31 décembre 1996                                                                   |
| Commune siège                       | Moncoutant                                                                         |
| Répartition des sièges des délégués | Le nombre de siège dépend de la population des membres.                            |
| Taxe perçue par le groupement       | Taxe d'enlèvement des ordures ménagères (REOM).                                    |
| Dotation du groupement              | Dotation Globale de Fonctionnement bonifiée. Dotation de Solidarité Communautaire. |

## Composition
Elle regroupait les douze communes du canton de Moncoutant : 
- L'Absie
- Le Breuil-Bernard
- Chanteloup
- La Chapelle-Saint-Étienne
- La Chapelle-Saint-Laurent
- Clessé
- Largeasse
- Moncoutant
- Moutiers-sous-Chantemerle
- Pugny
- Saint-Paul-en-Gâtine
- Trayes

| Commune                   | Population       | Superficie | Densité          |
| ------------------------- | ---------------- | ---------- | ---------------- |
| Chanteloup                | 1 012            | 20.71      | 49               |
| Clessé                    | 952              | 29.08      | 33               |
| L'Absie                   | 1 052            | 13.02      | 81               |
| La Chapelle-Saint-Laurent | 2 034            | 28.85      | 71               |
|                           |                  |            |                  |
| Largeasse                 | 732              | 30.35      | 24               |
| Moncoutant-sur-Sèvre      | 5 057            | 92.78      | 55               |
| Saint-Paul-en-Gâtine      | 441              | 15.39      | 29               |
| Trayes                    | 121              | 7.20       | 17               |
| Total                     | 11 401 habitants | 237.38 km² | 48 habitants/km² |